# Nationale Straßen-Radsportmeister 2021
Die ersten Nationalen Straßen-Radsportmeisterschaften 2021 werden in Australien und Neuseeland ausgetragen. In den meisten anderen Nationen hingegen finden die jeweiligen Austragungen im Sommer statt.
| Nation                       | Trikot | Straßenrennen – Männer       | Einzelzeitfahren – Männer     | Straßenrennen – Frauen    | Einzelzeitfahren – Frauen      |
| ---------------------------- | ------ | ---------------------------- | ----------------------------- | ------------------------- | ------------------------------ |
| Albanien                     |        | Ylber Sefa                   | Ylber Sefa                    |                           |                                |
| Algerien                     |        | Azzedine Lagab               | Azzedine Lagab                | Yasmine Elmeddah          | Yasmine Elmeddah               |
| Antigua und Barbuda          |        | Emmanuel Gayral              | Robert Marsh                  | Vanessa Kelsick           | Lindsay Duffy                  |
| Australien                   |        | Cameron Meyer                | Lucas Plapp                   | Sarah Roy                 | Sarah Gigante                  |
| Äthiopien                    |        | Hailemelekot Hailu           | Hailemelekot Hailu            | Trhas Tefay               | Trhas Tefay                    |
| Barbados                     |        | Philip Clarke                | Jacob Kelly                   | Amber Joseph              | Amber Joseph                   |
| Belarus                      |        | Stanislau Baschkou           | Jauhenij Karaljok             | Tazzjana Scharakowa       | Tazzjana Scharakowa            |
| Belgien                      |        | Wout van Aert                | Yves Lampaert                 | Lotte Kopecky             | Lotte Kopecky                  |
| Belize                       |        | Justin Williams              | Oscar Quiroz                  | Alicia Thompson           | Nicole Gallego                 |
| Bermuda                      |        | Dominique Mayho              |                               | Caitlin Conyers           | Nicole Mitchell                |
| Bosnien und Herzegowina      |        | Vedad Karic                  | Vedad Karic                   | Martina Condra            | Martina Condra                 |
| Brasilien                    |        |                              | Lauro Cesar Chaman Mouro      | Ana Paula Polegatch       |                                |
| Bulgarien                    |        | Spas Gyurov                  | Petar Dimitrov                | Petya Minkova             | Iveta Kostadinova              |
| Burkina Faso                 |        | Paul Daumont                 |                               | Awa Bamogo                |                                |
| Chile                        |        | José Luis Rodríguez          | José Luis Rodríguez           | Aranza Valentina Villalon | Aranza Valentina Villalon      |
| Costa Rica                   |        | Jason Huertas                | Jason Huertas                 | Cristel Pamela Espinoza   | Milagro Mena                   |
| Curaçao                      |        | Gyasi Sulvaran               | Max Janssen                   | Carine Bergman            | Carine Bergman                 |
| Dänemark                     |        | Mads Würtz Schmidt           | Kasper Asgreen                | Amalie Dideriksen         | Emma Norsgaard                 |
| Deutschland                  |        | Maximilian Schachmann        | Tony Martin                   | Lisa Brennauer            | Lisa Brennauer                 |
| Ecuador                      |        | Alexander Cepeda             | Jorge Luis Montenegro         | Miryam Maritza Nuñez      | Miryam Maritza Nuñez           |
| El Salvador                  |        | Carlos Alvergue              | Raul Edgardo Monroy           | Iris Diaz                 | Karen Umana                    |
| Eritrea                      |        | Dawit Yemane                 | Merhawi Kudus                 | Bisrat Ghebremeskel       | Adyam Tesfalem                 |
| Estland                      |        | Mihkel Räim                  | Rein Taaramäe                 | Aidi Gerde Tuisk          | Mari-Liis Mõttus               |
| Finnland                     |        | Joonas Henttala              | Matti Hietajärvi              | Antonia Gröndahl          | Tiina Pohjalainen              |
| Frankreich                   |        | Rémi Cavagna                 | Benjamin Thomas               | Évita Muzic               | Audrey Cordon-Ragot            |
| Georgien                     |        | Nika Sitchinava              | Nika Sitchinava               |                           |                                |
| Grenada                      |        | Tevin Hueton                 | Tessimy Viechweg              |                           |                                |
| Griechenland                 |        | Georgios Boutopoulos         | Polychronis Tzortzakis        | Varvara Fasoi             | Eleni Michalista Tsavari       |
| Großbritannien               |        | Ben Swift                    | Ethan Hayter                  | Pfeiffer Georgi           | Anna Henderson                 |
| Guatemala                    |        | Alex Julaluj                 | Manuel Rodas                  | Jasmin Gabriela Soto      | Jasmin Gabriela Soto           |
| Indonesien                   |        | Muhammad Abdurrahman         | Andreas Odie Purnama Setiawan | Crismonita Dwi Putri      | Arfiana Khairunnisa            |
| Iran                         |        | Saeid Safarzadeh             | Behnam Ariyan                 | Somayeh Yazdani           | Mandana Dehghan                |
| Irland                       |        | Ryan Mullen                  | Ryan Mullen                   | Imogen Cotter             | Joanna Patterson               |
| Island                       |        | Ingvar Ómarsson              | Rúnar Örn Ágústsson           | Silja Johannesdottir      | Ágústa Edda Björnsdóttir       |
| Israel                       |        | Vladislav Loginov            | Omer Goldstein                | Omer Shapira              | Rotem Gafinovitz               |
| Italien                      |        | Sonny Colbrelli              | Matteo Sobrero                | Elisa Longo Borghini      | Elisa Longo Borghini           |
| Japan                        |        | Keigo Kusaba                 | Nariyuki Masuda               | Miki Uetake               |                                |
| Kanada                       |        | Guillaume Boivin             | Hugo Houle                    | Alison Jackson            | Alison Jackson                 |
| Kasachstan                   |        | Jewgeni Fedorow              | Daniil Fominych               | Machabbat Ümitschanowa    | Rinata Sultanowa               |
| Katar                        |        | Afif Abdullah                | Fadhel Al Khater              |                           |                                |
| Kolumbien                    |        | Aristóbulo Cala              | Walter Vargas                 | Yeny Lorena Colmenares    | Sérika Guluma                  |
| Kosovo                       |        | Alban Delija                 | Alban Delija                  |                           |                                |
| Kroatien                     |        | Viktor Potočki               | Toni Stojanov                 | Maja Perinović            | Mia Radotić                    |
| Lesotho                      |        | Teboho Khantsi               |                               |                           |                                |
| Lettland                     |        | Toms Skujiņš                 | Toms Skujiņš                  | Lina Svarinska            | Dana Rožlapa                   |
| Libanon                      |        | Jihad Alhamad                | Karim Chehade                 |                           |                                |
| Litauen                      |        | Ignatas Konovalovas          | Evaldas Šiškevičius           | Inga Češulienė            | Inga Češulienė                 |
| Luxemburg                    |        | Kevin Geniets                | Kevin Geniets                 | Christine Majerus         | Christine Majerus              |
| Malaysia                     |        | Mohamad Saari Amri Abd Rasim | Mohamad Saari Amri Abd Rasim  | Nur Aisyah Mohamad Zubir  | Siti Nur Adibah Akma Mohd Fuad |
| Mauritius                    |        | Alexandre Mayer              | Christopher Rougier-Lagane    | Raphaëlle Lamusse         | Raphaëlle Lamusse              |
| Mexiko                       |        | Eder Frayre                  | Ignacio Prado                 | Lizbeth Yareli Salazar    | Adriana Barraza                |
| Moldau                       |        | Andrei Sobennicov            | Cristian Răileanu             | Tatiana Cotiga            | Tatiana Cotiga                 |
| Mongolei                     |        | Enkhtaivan Bolor-Erdene      | Maral-Erdene Batmunkh         | Tserenlkham Solongo       | Anujin Jinjiibadam             |
| Montenegro                   |        | Slobodan Milonjić            | Goran Cerovic                 | Zana Pavicevic            | Zana Pavicevic                 |
| Namibia                      |        | Drikus Coetzee               | Drikus Coetzee                | Vera Looser               | Vera Looser                    |
| Neuseeland                   |        | George Bennett               | Aaron Gate                    | Georgia Williams          | Georgia Williams               |
| Nicaragua                    |        |                              | Larry Renys Valle             |                           |                                |
| Niederlande                  |        | Timo Roosen                  | Tom Dumoulin                  | Amy Pieters               | Anna van der Breggen           |
| Nordmazedonien               |        | Predrag Dimevski             | Andrej Petrovski              |                           |                                |
| Norwegen                     |        | Tobias Foss                  | Tobias Foss                   | Vita Heine                | Katrine Aalerud                |
| Österreich                   |        | Patrick Konrad               | Matthias Brändle              | Kathrin Schweinberger     | Anna Kiesenhofer               |
| Panama                       |        | Franklin Archibold           | Cristofer Robin Jurado        | Wendy Ducruex             | Cristina Michelle Mata         |
| Paraguay                     |        | Víctor Manuel Grange         | Francisco Daniel Riveros      | Agua Marina Espínola      | Agua Marina Espínola           |
| Polen                        |        | Maciej Paterski              | Maciej Bodnar                 | Karolina Karasiewicz      | Karolina Karasiewicz           |
| Puerto Rico                  |        | Abner González               | Abner González                | Donelys Cariño            | Donelys Cariño                 |
| Portugal                     |        | José Neves                   | João Almeida                  | Maria Martins             | Daniela Campos                 |
| Rumänien                     |        | Daniel Crista                | Serghei Țvetcov               | Manuela Muresan           | Maria-Ecaterina Stancu         |
| Russland                     |        | Artem Nych                   | Alexander Wlassow             | Seda Krilowa              | Tamara Dronowa-Balabolina      |
| Saudi-Arabien                |        | Mostafa Alrabie              | Mohammed Aljaber              | Alham Alzaid              |                                |
| Schweden                     |        | Victor Hillerström Rundh     | Hugo Forssell                 | Carin Winell              | Nathalie Eklund                |
| Schweiz                      |        | Silvan Dillier               | Stefan Küng                   | Marlen Reusser            | Marlen Reusser                 |
| Serbien                      |        | Dušan Rajović                | Ognjen Ilić                   | Jelena Eric               | Sara Pocuca                    |
| Singapur                     |        |                              | Boon Kiak Yeo                 |                           | Yiwei Luo                      |
| Sint Maarten                 |        | Kianny Noel                  | Reni Arrondell                | Susan Piscione            | Nicole Erato                   |
| Spanien                      |        | Omar Fraile                  | Ion Izagirre                  | Margarita Victo García    | Margarita Victo García         |
| Slowakei                     |        | Peter Sagan                  | Ronald Kuba                   | Tereza Medveďová          | Nora Jenčušová                 |
| Slowenien                    |        | Matej Mohorič                | Jan Tratnik                   | Eugenia Bujak             | Eugenia Bujak                  |
| Südafrika                    |        | Marc Oliver Pritzen          | Ryan Gibbons                  | Hayley Preen              | Candice Lill                   |
| Südkorea                     |        | Kyung-Gu Jang                | Sangjin Choi                  | Eunhee Lee                | Jieun Shin                     |
| Eswatini                     |        | Muzi Shabangu                |                               | Dinize Wilsch             |                                |
| Thailand                     |        | Sarawut Sirironnachai        | Peerapol Chawchiangkwang      | Supaksorn Nuntana         | Phetdarin Somrat               |
| Tschechien                   |        | Michael Kukrle               | Josef Černý                   | Tereza Neumanová          | Nikola Nosková                 |
| Türkei                       |        | Onur Balkan                  | Ahmet Örken                   | Azize Bekar               | Ezgi Bayram                    |
| Ukraine                      |        | Andrij Ponomar               | Mychajlo Kononenko            | Olga Schekel              | Walerija Kononenko             |
| Ungarn                       |        | Viktor Filutás               | Erik Fetter                   | Kata Blanka Vas           | Kata Blanka Vas                |
| Uruguay                      |        | Roderick Asconeguy           |                               | Augustine Fernande        |                                |
| Usbekistan                   |        | Murodjon Xolmurodov          | Murodjon Xolmurodov           | Yanina Kuskova            | Yanina Kuskova                 |
| Venezuela                    |        | Luis Gomez                   | Jeison Rujano                 | Wilmarys Moreno           | Wilmarys Moreno                |
| Vereinigte Arabische Emirate |        | Yousif Mirza                 | Yousif Mirza                  |                           |                                |
| Vereinigte Staaten           |        | Joey Rosskopf                | Lawson Craddock               | Lauren Stephens           | Chloé Dygert                   |
| Zypern                       |        | Andréas Miltiádis            | Andréas Miltiádis             | Antri Christoforou        | Antri Christoforou             |